# Dragomirești (Maramureș)
Dragomirești (in ungherese Dragomérfalva) è una città della Romania di 3 167 abitanti, ubicata nel distretto di Maramureș, nella regione storica della Transilvania.
Dragomirești ha ottenuto lo status di città a seguito della Legge 332 dell'8 luglio 2004.